# Minogokształtne
Minogokształtne (Petromyzontiformes) – rząd prymitywnych zwierząt wodnych zaliczanych do bezżuchwowców z monotypowej gromady minogów (Petromyzontida). Razem ze śluzicami określane są nazwą kręgouste.

## Ekologia
Występują zarówno w wodach słonych, jak i słodkich. W obrębie rzędu występują gatunki pasożytnicze i niepasożytnicze, przy czym obydwie formy występują u przedstawicieli blisko spokrewnionych gatunków. Minogi pasożytnicze żerują głównie na rybach, rzadziej na innych zwierzętach, przysysając się do ich ciała i odżywiając krwią. Gatunki niepasożytnicze są związane wyłącznie z wodami słodkimi.

## Budowa

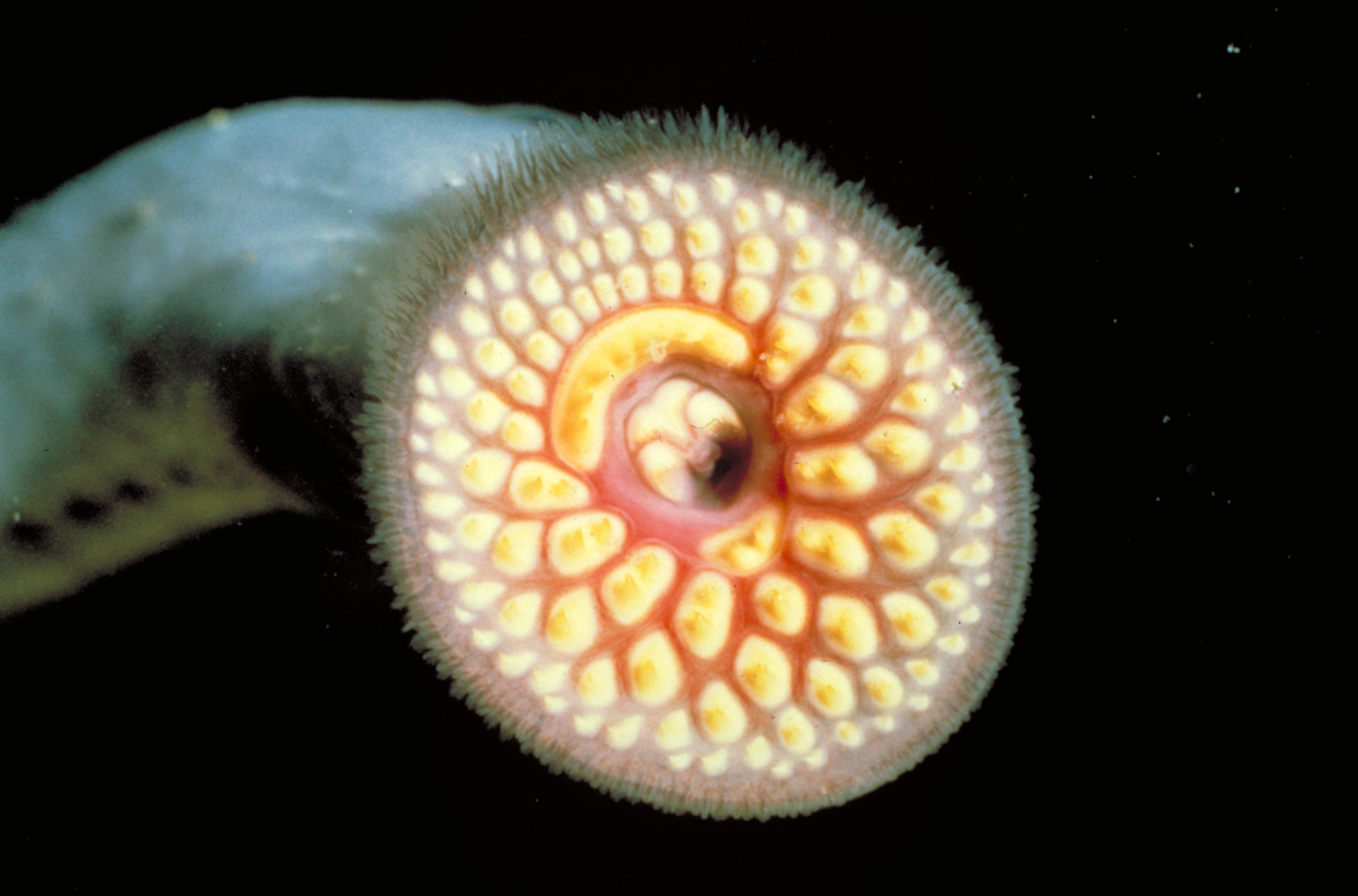
Otwór gębowy minoga

Ciało minoga ma długość do 40 cm. Składa się z głowy, tułowia i ogona, przechodzących w siebie bez wyraźnych granic widocznych na zewnątrz ciała. Na końcu głowy znajduje się lejek przyssawkowy uzbrojony w zęby rogowe i otoczony płatkowato postrzępioną skórą. Wewnątrz lejka mieści się język również zaopatrzony w zęby. Na górnej części głowy znajduje się nieparzysty otwór węchowy, a z tyłu, za otworem nosowym - narząd ciemieniowy. Po obu stronach głowy leżą małe, słabo widoczne oczy, pokryte półprzezroczystą skórą. Po bokach głowy za oczami ciągnie się szeregiem po każdej stronie 7 otworów skrzelowych. Minóg ma 2 płetwy grzbietowe oraz ogonową; tylna płetwa grzbietowa łączy się z przednią, a ku tyłowi przechodzi w symetryczną płetwę ogonową.
Po brzusznej stronie ciała znajduje się otwór odbytowy i otwór moczowo-płciowy leżący na brodawce płciowej. Samce obok otworu płciowego mają pokładełko, a samice bezszkieletową płetwę odbytową (płciową). W okresie tarła wyraźnie zaznacza się dymorfizm płciowy.
Ciało minoga pokryte jest skórą, w której znajdują się gruczoły śluzowe i zakończenia nerwowe. Pod skórą znajdują się mięśnie, wykazujące wyraźną segmentację w odcinku tułowiowym i ogonowym. Szkielet i czaszka zbudowane z chrząstki. W skład szkieletu osiowego wchodzi struna grzbietowa otoczona osłoną łącznotkankową, na której znajdują się parzyste chrząstki - zawiązki łuków górnych kręgów.
 Czaszka składa się z:
- ze szkieletu lejka przyssawkowego, który składa się z następujących chrząstek:
  - pierścieniowatej
  - przedniej górnej
  - przedniej bocznej
  - tylnej bocznej
  - pałeczkowatej dolnej nieparzystej
  - podjęzykowej
- puszki mózgowej – Zbudowana jest z chrzęstnej płytki podstawowej, na której leży mózgowie. Pośrodku płytka ma otwór na przysadkę mózgową. Do płytki przylega torebka węchowa i torebki słuchowe. Nie występuje część potyliczna czaszki ani sklepienie czaszki. Od góry mózg jest osłonięty jedynie łącznotkankową błoną.
- szkieletu aparatu skrzelowego, składającego się z:  
  - 9 łuków skrzelowych
  - 4 chrząstek łączących łuki
  - chrząstki okołosercowej

## Układ pokarmowy
Przedni odcinek przewodu pokarmowego spełnia funkcję tłoka ssącego, umożliwiającego przyssanie się do ciała ryby i pobieranie krwi lub tkanki mięśniowej. Minogi nie posiadają żuchwy ani kości szczęk. Poniżej otworu gębowego, znajdującego się w lejku przyssawkowym leży otwór skrzelowy prowadzący do gardzieli. Otwór gębowy prowadzi do przełyku, który przechodzi w proste jelito. Przednie rozszerzenie jelita uważa się za żołądek. Przed nim znajduje się gruczoł wątrobowy. Wzdłuż jelita ciągnie się tzw. zastawka spiralna, powiększająca powierzchnię jelita i opóźniająca przesuwanie się pokarmu. Na pograniczu jelita przedniego i środkowego mieści się zaczątkowa, pęcherzykowata trzustka. Przewód pokarmowy kończy się otworem odbytowym.

## Układ oddechowy
Układ oddechowy minoga występuje w postaci 7 par workowatych skrzeli pochodzenia endodermalnego (u innych kręgowców skrzelodysznych skrzela są pochodzenia ektodermalnego). Worki skrzelowe z jednej strony łączą się z gardzielą, a z drugiej przez otwory skrzelowe ze środowiskiem zewnętrznym. W workach skrzelowych znajdują się listewki, w których przebiegają naczynia krwionośne. W czasie oddychania woda dostaje się do gardzieli przez lejek przyssawkowy, a następnie do worków skrzelowych, a stamtąd wydostaje się otworami skrzelowymi na zewnątrz. Jeżeli minóg jest przyczepiony do ciała ryby, woda wpływa przez otwory skrzelowe do worków skrzelowych, gdzie zachodzi wymiana gazowa, a następnie wypływa również otworami skrzelowymi.

## Układ krążenia
Układ krwionośny zamknięty. Serce leży z tyłu za przewodem skrzelowym. Zbudowane jest z zatoki żylnej, jednego przedsionka, jednej komory i stożka tętniczego. Przez serce przepływa wyłącznie krew żylna, niezawierająca tlenu. Krew zawiera hemoglobinę. Krew z zatoki żylnej przechodzi do przedsionka, potem do komory i następnie do stożka tętniczego, od którego odchodzi aorta brzuszna. Rozdziela się ona na 2 tętnice, od których odchodzi po 8 tętnic skrzelowych doprowadzających. Tętnicami tymi krew płynie do worków skrzelowych. Utlenowana krew w workach skrzelowych zbierana jest przez tętnice skrzelowe odprowadzające, które uchodzą do parzystych korzeni aorty. Korzenie aorty dają do przodu 2 tętnice głowowe, a z tyłu łączą się, tworząc aortę grzbietową. Zaopatruje ona w krew odcinek tułowiowy i ogonowy. Żyły jarzmowe uchodzące do zatoki żylnej zbierają krew żylną z odcinka głowowego. Krew żylna z tułowia zbierana jest przez żyły główne tylne, również uchodzące do zatoki żylnej. Do zatoki żylnej uchodzi także żyła wątrobowa. Żyła podjelitowa zbiera krew z przewodu pokarmowego, następnie wchodzi do wątroby i wychodzi z niej jako żyła wątrobowa.

## Układ wydalniczy
Narządami wydalniczymi minoga są pranercza, ciągnące się po grzbietowej stronie aż do odbytu. Wzdłuż nerek biegnie przewód moczowy – przewód Wolffa. Moczowody uchodzą do zatoki moczowo-płciowej, która otwiera się na brodawce moczowo-płciowej.

## Układ nerwowy i narządy zmysłów
Mózgowie minoga złożone jest z 5 odcinków ułożonych jeden za drugim. Móżdżek i śródmózgowie są słabo rozwinięte. Móżdżek jest wyraźnie wyodrębniony z rdzenia przedłużonego. Od kresomózgowia odchodzą duże płaty węchowe. Z międzymózgowiem łączy się szyszynka i narząd ciemieniowy. Z przedniej części dna międzymózgowia odchodzą nerwy wzrokowe. IX i X para nerwów mózgowych wychodzi poza obrębem mózgoczaszki. Rdzeń kręgowy jest taśmowaty i silnie spłaszczony grzbietobrzusznie.
Narządy zmysłu minoga to:
- narząd węchu - Jest najlepiej rozwinięty. Leży na wierzchu głowy.
- narząd słuchu, składający się z ucha wewnętrznego, zbudowanego z:
  - 2 kanałów półkolistych
  - pęcherzyka słuchowego
- narząd wzroku - Jest słabo rozwinięty. akomodacja następuje przez ruch soczewki pod wpływem skurczu mięśni deformujących gałkę oczną.
- linia naboczna.

## Układ rozrodczy i rozmnażanie
Minogi są rozdzielnopłciowe, zapłodnienie jest zewnętrzne. Mają pojedynczy gruczoł rozrodczy męski lub żeński. Po dojrzeniu jaja lub plemniki wydostają się do jamy ciała, z której dostają się do zatoki moczowo-płciowej, a następnie na zewnątrz. Minogi nie odżywiają się podczas wędrówki godowej, co powoduje uwstecznienie przewodu pokarmowego. Po odbyciu godów giną. Stadium larwalne (ślepica, zwana też robaczycą) znacznie różni się od osobników dorosłych. Żyje zagrzebana w mule rzecznym; przeobraża się po 2–4 latach.

## Klasyfikacja
Rząd Petromyzontiformes jest taksonem monofiletycznym. Dyskusyjna pozostaje jego pozycja filogenetyczna względem śluzic i pozostałych kręgowców, dlatego przez różnych autorów klasyfikowany jest w gromadzie Cephalaspidomorphi, Petromyzonti, Cyclostomata lub Hyperoartia.
Do minogokształtnych zaliczane są współcześnie żyjące gatunki klasyfikowane w rodzinach:
- Petromyzontidae Bonaparte, 1831 – minogowate
- Geotriidae Gill, 1893
- Mordaciidae Gill, 1893

oraz wymarła rodzina:
- Mayomyzontidae[3] Bardack & Zangerl, 1971

Geotriidae i Mordaciidae występują na półkuli południowej, a Petromyzontidae na północnej.
W Polsce występują cztery gatunki objęte ścisłą ochroną gatunkową:
- minóg morski (Petromyzon marinus)
- minóg rzeczny (Lampetra fluviatilis)
- minóg strumieniowy (Lampetra planeri)
- minóg ukraiński (Eudontomyzon mariae)

oraz minóg Władykowa (Eudontomyzon vladykovi).